# 勒梅尼勒塞勒尔
勒梅尼勒塞勒尔（法語：Le Ménil-Scelleur，法語發音：[lə menil sɛlœʁ] ⓘ）是法国奥恩省的一个市镇，属于阿朗松区。

## 地理
勒梅尼勒塞勒尔（48°36'37"N, 0°7'14"W）面积5.37 平方千米，位于法国诺曼底大区奧恩省，该省份为法国西北部内陆省份，北起顺时针与卡爾瓦多斯省、厄尔省、厄尔-卢瓦省、萨尔特省、马耶讷省和芒什省接壤。
与勒梅尼勒塞勒尔接壤的市镇（或旧市镇、城区）包括：布塞、圣玛格丽特-德卡鲁日、圣玛丽拉罗贝尔、圣索沃尔德卡鲁日。

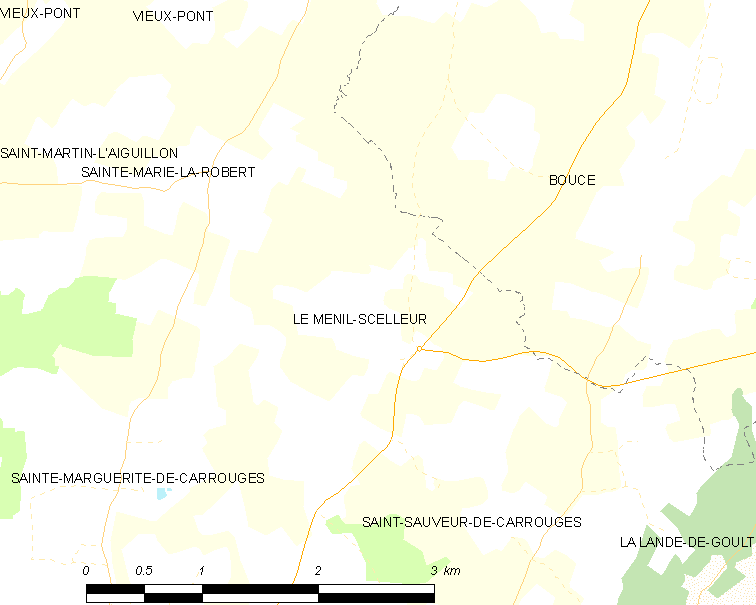
勒梅尼勒塞勒尔的OSM定位图

勒梅尼勒塞勒尔的时区为UTC+01:00、UTC+02:00（夏令时）。

## 行政
勒梅尼勒塞勒尔的邮政编码为61320，INSEE市镇编码为61271。

## 政治
勒梅尼勒塞勒尔所属的省级选区为马尼勒代塞尔县。

## 人口

1962-2008年间勒梅尼勒塞勒尔人口变化图示

勒梅尼勒塞勒尔于2022年1月1日时的人口数量为87人。